# 69 Oddział Kozacki
69 Oddział Kozacki (niem. Kosaken-Abteilung 69, ros.  69-й казачий батальон) – oddział wojskowy Wehrmachtu złożony z Kozaków podczas II wojny światowej
W czerwcu 1942 r. w Mikołajowie został sformowany Specjalny Oddział Kozacki. Na jego czele stanął esauł Filippow. Składał się z pięciu sotni kawalerii, liczących co najmniej 500 Kozaków. Szkolenie przeszedł w Szepietowce. Wkrótce przemianowano go na 14 Mieszany Pułk Kozacki. Od września 1943 r. w składzie słowackiej Dywizji Ochrony ochraniał linię kolejową Korosteń-Mozyrz. Na pocz. listopada tego roku został przemianowany na 575 Batalion Kozacki. Zwalczał wówczas partyzantów w rejonie Zwiahel-Równe. W styczniu 1944 r. trafił na front. W lutym tego roku został rozbity w wyniku ciężkich walk z Armią Czerwoną pod Cumaniem. Resztki batalionu w kwietniu włączono w skład niemieckiej 3 Brygady Kawalerii płk. Georga Freiherr von Boeselagera jako 69 Kozacki Dywizjon Konny Schutzmannschaft. Jego dowódcą został por. Schlachtermund. Liczył ponad 350 żołnierzy. Działał początkowo w rejonie Pińska. Następnie przesunięto go nad Narew. Od pocz. sierpnia oddział uczestniczył w ramach Kampfgruppe "Dirlewanger" w pacyfikacji powstania warszawskiego. Później przesunięto go na przedmieścia Warszawy w celu zamknięcia powstańcom drogi z Puszczy Kampinoskiej na Żoliborz. Jesienią 1944 r. Kozacy zostali przeniesieni do Prus Wschodnich. Pod koniec 1944 r. oddział przemianowano na Kosaken-Abteilung 69. Przetransportowano go wówczas na Węgry. Dowodził nim mjr Hans Helmut Pirner. Na pocz. 1945 r. oddział wszedł w skład XV Kozackiego Korpusu Kawalerii SS działającego w Chorwacji. Kapitulował wraz z pozostałymi oddziałami korpusu przed Brytyjczykami w południowej Austrii.